# Angolanische Grenze

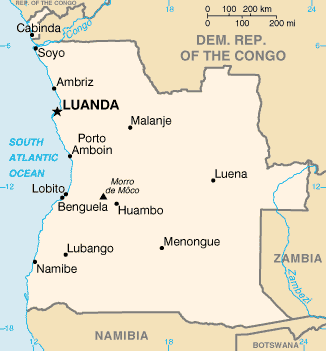
Angola

Die Grenzen Angolas zu den Nachbarländern sind 5369 Kilometer lang.

## Geographie
Angola hat vier Nachbarstaaten:
- Demokratische Republik Kongo mit einer Grenzlänge von etwa 2646 km
- Republik Kongo mit einer Grenzlänge von etwa 231 km
- Namibia mit einer Grenzlänge von etwa 1427 km,
- Sambia mit etwa 1065 km.

Die Küstenlinie am Südatlantik beträgt etwa 1600 km.
Die Landgrenze folgt teils natürlichen orographischen Formen mit Ausnahme des südlichen Grenzverlaufs mit Namibia, der auf dem Artikel III des Vertrages zwischen dem Deutschen Reich und dem Vereinigten Königreich über die Kolonien und Helgoland vom 1. Juli 1890 basiert.